# Christian Köllner
Christian Köllner (* 8. September 1990 in Landsberg am Lech) ist ein deutscher Eishockey- und Inlinehockeyspieler, der zuletzt in der Spielzeit 2014/2015 bei den Neuwieder Bären unter Vertrag stand.

## Karriere

### Eishockey
Köllner unternahm seine ersten Schlittschuhlauf-Versuche 1993 im Alter von zwei Jahren bei seinem Heimatverein in Landsberg. Dort spielte er von den Bambini bis zu den Junioren. Mit nur 17 Jahren wurde er unter Larry Mitchell an die erste Mannschaft im Training herangeführt, bis er am 23. Dezember 2007 unter Trainer Frederick Ledlin zum ersten Einsatz in der 2. Eishockey-Bundesliga gegen den SC Riessersee kam. In der Folge spielte er für die erste Mannschaft des Vereins, die seit 2008 der Oberliga angehört. 2011 wechselte Köllner zu den Saale Bulls Halle in die Oberliga Ost und blieb für insgesamt drei Spielzeiten.
Nach einer halbjährigen Pause, unterschrieb er im Januar 2015 einen Vertrag beim Oberligisten EHC Neuwied. Im August 2015 gab der Eishockeyverein bekannt, dass der Vertrag nicht verlängert wird.

### Inlinehockey
Seit dem Jahre 2006 spielte Köllner bei den Young Rollers in Germering, wo er mit seinem Team 2006 und 2007 die Deutsche Nachwuchs Meisterschaft gewann. Im Jahre 2008 spielte er das erste Mal für die Rolling Wanderers, die 2008 den deutschen Meistertitel zum vierten Mal in Folge gewannen. 2009 wurde Christian mit einer Doppellizenz für beide Teams ausgestattet und gewann mit den Herren erneut die Meisterschaft.
Seine ersten Nationalmannschaftserfahrungen machte er 2006 in Passau bei einem Spiel der U19-Junioren gegen die Nationalmannschaft aus Namibia. Des Weiteren spielte er am 5. Juni 2010 im Rahmen der Vorbereitung für die Inlinehockey-Weltmeisterschaft 2010 in Ingolstadt mit der A-Nationalmannschaft gegen Brasilien.

## Statistiken
|         |              |        |    | Gesamte Saison | Gesamte Saison | Gesamte Saison | Gesamte Saison | Gesamte Saison |
| Saison  | Team         | Liga   | GP | G              | A              | Pts            | PIM            |                |
| ------- | ------------ | ------ | -- | -------------- | -------------- | -------------- | -------------- | -------------- |
| 2007/08 | EV Landsberg | 2. BL  | 19 | 0              | 0              | 0              | 0              |                |
| 2008/09 | EV Landsberg | OL-Süd | 51 | 0              | 5              | 5              | 73             |                |
| 2009/10 | EV Landsberg | OL-Süd | 16 | 0              | 0              | 0              | 6              |                |
| 2010/11 | EV Landsberg | OL-Süd | 34 | 0              | 4              | 4              | 28             |                |
| 2011/12 | MEC Halle 04 | OL-Ost | 23 | 0              | 8              | 8              | 22             |                |

(Legende zur Spielerstatistik: Sp oder GP = absolvierte Spiele; T oder G = erzielte Tore; V oder A = erzielte Assists; Pkt oder Pts = erzielte Scorerpunkte; SM oder PIM = erhaltene Strafminuten; +/− = Plus/Minus-Bilanz; PP = erzielte Überzahltore; SH = erzielte Unterzahltore; GW = erzielte Siegtore; 1 Play-downs/Relegation; Kursiv: Statistik nicht vollständig)